# Liana Del Balzo
Liana Del Balzo, pseudonimo di Eliana Del Balzo (Buenos Aires, 4 marzo 1899 – Roma, 26 marzo 1982), è stata un'attrice italiana.

## Biografia
Nata in Argentina da due immigrati italiani di modeste origini, dopo gli studi a Buenos Aires, ritornò in Italia con la famiglia a metà degli anni dieci, e qui cominciò ad interessarsi alla recitazione. Attiva negli anni della giovinezza soprattutto in teatro e nell'operetta, (dove conobbe quello che sarebbe poi diventato suo marito, il tenore Guido Agnoletti), fece parte di formazioni di notevole fama e prestigio, come quella di Lamberto Picasso. Con lo stesso Picasso ritornò a lavorare nel 1944, subito dopo la liberazione di Roma, quando venne chiamata a interpretare miss Fordyce nell'edizione italiana di Donne di Clare Boothe Luce: fu uno dei più grandi successi della sua carriera. 
Svolse un'intensa attività teatrale con Sergio Tofano, Vittorio De Sica, Evi Maltagliati e Luigi Cimara. Per potersi finanziare delle coraggiose imprese teatrali, cominciò a lavorare nel cinema nel 1935, ottenendo una piccola parte nel film Casta Diva, di Carmine Gallone. Interprete di molte altre pellicole fra gli anni trenta e quaranta, riscosse maggiore successo al cinema negli anni cinquanta e sessanta, apparendo in film come Bravissimo (1955) di Luigi Filippo D'Amico, Ben-Hur (1959) di William Wyler, Il moralista (1959) di Giorgio Bianchi, Totò, Fabrizi e i giovani d'oggi (1960) di Mario Mattoli, Il disco volante (1964) di Tinto Brass e Profondo rosso (1975) di Dario Argento.
Eccellente attrice di carattere, alta, magra e con il naso aquilino, dai modi disinvolti e spigliati, fu una delle più attive attrici del cinema italiano, potendo vantare una carriera durata quasi cinquant'anni. Negli anni sessanta, benché fosse andata a vivere dopo la morte del marito nella casa di riposo per attori Lyda Borelli di Bologna, ancora in buona salute continuò a lavorare a pieno ritmo, apparendo molto spesso anche in televisione. Morì nel 1982 a Roma, dove si trovava per un breve periodo di vacanza. Venne molto spesso doppiata: ad esempio, ne Il moralista da Tina Lattanzi, e in Profondo rosso da Wanda Tettoni. 

## Filmografia

### Cinema
- Casta Diva, regia di Carmine Gallone (1935)
- Ballo al castello, regia di Max Neufeld (1939)
- Una moglie in pericolo, regia di Max Neufeld (1939)
- Il sogno di Butterfly, regia di Carmine Gallone (1939)
- Eravamo sette vedove, regia di Nunzio Malasomma (1939)
- Finisce sempre così, regia di Enrique Susini (1939)
- Torna caro ideal, regia di Guido Brignone (1939)
- Le educande di Saint-Cyr, regia di Gennaro Righelli (1939)
- Scandalo per bene, regia di Esodo Pratelli (1940)
- Centomila dollari, regia di Mario Camerini (1940)
- Kean, regia di Guido Brignone (1940)
- La canzone rubata, regia di Gennaro Righelli (1940)
- La fanciulla di Portici, regia di Mario Bonnard (1940)
- Idillio a Budapest, regia di Giorgio Ansoldi e Gabriele Varriale (1941)
- Tosca, regia di Carl Koch (1941)
- Caravaggio, il pittore maledetto, regia di Goffredo Alessandrini (1941)
- Il re si diverte, regia di Mario Bonnard (1941)
- L'orizzonte dipinto, regia di Guido Salvini (1941)
- I mariti (Tempesta d'anime), regia di Camillo Mastrocinque (1941)
- È caduta una donna, regia di Alfredo Guarini (1941)
- Sancta Maria, regia di Pier Luigi Faraldo (1942)
- Soltanto un bacio, regia di Giorgio Simonelli (1942)
- La principessa del sogno, regia di Roberto Savarese e Maria Teresa Ricci (1942)
- Miliardi, che follia!, regia di Guido Brignone (1942)
- La signorina, regia di Ladislao Kish (1942)
- La donna del peccato, regia di Harry Hasso (1942)
- Sette anni di felicità, regia di Roberto Savarese (1942)
- Harlem, regia di Carmine Gallone (1943)
- La danza del fuoco, regia di Giorgio Simonelli (1943)
- Sempre più difficile, regia di Renato Angiolillo e Piero Ballerini (1943)
- Apparizione, regia di Jean de Limur (1943)
- Gli assi della risata, epis. Ciribiribin, regia di Giuseppe Spirito (1943)
- Il diavolo va in collegio, regia di Jean Boyer (1944)
- L'apocalisse, regia di Giuseppe Maria Scotese (1946)
- I fratelli Karamazoff, regia di Giacomo Gentilomo (1947)
- Eugenia Grandet, regia di Mario Soldati (1947)
- Il fiacre n. 13, regia di Mario Mattoli (1948)
- Santo disonore, regia di Guido Brignone (1949)
- Totò cerca casa, regia di Steno e Mario Monicelli (1949)
- I pirati di Capri, regia di Giuseppe Maria Scotese (1949)
- Strano appuntamento, regia di Dezső Ákos Hamza (1950)
- Romanzo d'amore, regia di Duilio Coletti (1950)
- Il ladro di Venezia, regia di John Brahm (1950)
- Sette ore di guai, regia di Vittorio Metz (1951)
- Una bruna indiavolata!, regia di Carlo Ludovico Bragaglia (1951)
- Amore e sangue, regia di Marino Girolami (1951)
- Quo vadis, regia di Mervyn LeRoy (1951)
- Altri tempi, epis. Il processo di Frine, regia di Alessandro Blasetti (1952)
- Moglie per una notte, regia di Mario Camerini (1952)
- Il romanzo della mia vita, regia di Lionello De Felice (1952)
- Don Lorenzo, regia di Carlo Ludovico Bragaglia (1952)
- Fanciulle di lusso, regia di Bernard Vorhaus (1953)
- Giuseppe Verdi, regia di Raffaello Matarazzo (1953)
- Una donna prega, regia di Anton Giulio Majano (1954)
- Carosello napoletano, regia di Ettore Giannini (1954)
- Casta Diva, regia di Carmine Gallone (1954)
- I cavalieri della regina, regia di Mauro Bolognini (1954)
- Bravissimo, regia di Luigi Filippo D'Amico (1955)
- La donna più bella del mondo, regia di Robert Z. Leonard (1956)
- Valeria ragazza poco seria, regia di Guido Malatesta (1958)
- Le cameriere, regia di Carlo Ludovico Bragaglia (1959)
- Il moralista, regia di Giorgio Bianchi (1959)
- Ben-Hur, regia di William Wyler (1959)
- L'ultimo zar, regia di Pierre Chenal (1960)
- I cosacchi, regia di Giorgio Rivalta (1960)
- Apocalisse sul fiume giallo, regia di Renzo Merusi (1960)
- Totò, Fabrizi e i giovani d'oggi, regia di Mario Mattoli (1960)
- I masnadieri, regia di Mario Bonnard (1961)
- Sodoma e Gomorra, regia di Robert Aldrich e Sergio Leone (1962)
- Venere imperiale, regia di Jean Delannoy (1963)
- La donna degli altri è sempre più bella, regia di Marino Girolami (1963)
- I gemelli del Texas, regia di Steno (1964)
- Il disco volante, regia di Tinto Brass (1964)
- Operazione San Gennaro, regia di Dino Risi (1966)
- La bisbetica domata, regia di Franco Zeffirelli (1967)
- Zorro alla corte d'Inghilterra, regia di Franco Montemurro (1969)
- Infanzia, vocazione e prime esperienze di Giacomo Casanova, veneziano, regia di Luigi Comencini (1969)
- Shango, la pistola infallibile, regia di Edoardo Mulargia (1970)
- L'inafferrabile invincibile Mr. Invisibile, regia di Antonio Margheriti (1970)
- Un omicidio perfetto a termine di legge, regia di Tonino Ricci (1971)
- Novelle galeotte d'amore, regia di Antonio Margheriti (1972)
- La prima notte di quiete, regia di Valerio Zurlini (1972)
- Colpo grosso... grossissimo... anzi probabile, regia di Tonino Ricci (1972)
- Il gatto di Brooklyn aspirante detective, regia di Oscar Brazzi (1973)
- Profondo rosso, regia di Dario Argento (1975)
- Il vizietto, regia di Édouard Molinaro (1978)
- La luna, regia di Bernardo Bertolucci (1979)

### Televisione
- La trappola, episodio di Aprite: polizia!, regia di Daniele D'Anza (1958)
- I fratelli Karamazov, regia di Sandro Bolchi (sceneggiato televisivo) (1969)

## Doppiatrici
- Wanda Tettoni in I masnadieri, Sodoma e Gomorra, Profondo rosso, Il vizietto
- Lola Braccini in Il ladro di Venezia
- Tina Lattanzi in Il moralista
- Franca Dominici in Colpo grosso... grossissimo... anzi probabile
- Franca Lumachi in Giallo a Firenze